# Dasychira belessichares
Dasychira belessichares är en fjärilsart som beskrevs av Collenette 1936. Dasychira belessichares ingår i släktet Dasychira och familjen tofsspinnare. Inga underarter finns listade i Catalogue of Life.